# Ordinariato para os fiéis de rito oriental
O Ordinariato para os fiéis de rito oriental é uma estrutura eclesiástica geográfica para as Igrejas Católicas Orientais, em comunidades e áreas onde não há uma eparquia de sua própria Igreja particular estabelecida. Esta estrutura foi introduzida pela carta apostólica Officium supremi Apostolatus, de 15 de julho de 1912.
No Anuário Pontifício, os oito ordinariados existentes deste tipo estão listados junto com os quinze exarcados. Destes ordinariatos, quatro (na Argentina, Brasil, França e Polônia) são genericamente para todos os católicos orientais que não têm uma jurisdição diocesana de seu próprio rito no país em particular, e que são, portanto, confiados aos cuidados de um arcebispo latino no país. O existente na Áustria é para os católicos pertencentes a qualquer uma das catorze Igreja particulares que usam o rito bizantino. Os outros três (Europa Oriental, Grécia e do Ordinariato da Romênia) são para os membros da Igreja Católica Armênia.

## Ordinariatos existentes
| Ordinariato                                                      | Área geográfica | Jurisdição                   | Líder                          | Data(s) da fundação                     |
| ---------------------------------------------------------------- | --------------- | ---------------------------- | ------------------------------ | --------------------------------------- |
| Ordinariato para os Católicos Orientais na Argentina             | Argentina       | Todos os católicos orientais | Arcebispo de Buenos Aires      | 19 de fevereiro de 1959                 |
| Ordinariato para os Católicos de Rito Bizantino na Áustria       | Áustria         | Católicos de Rito Bizantino  | Arcebispo de Viena             | 10 de março de 1945 13 de junho de 1956 |
| Ordinariato para os Católicos Orientais no Brasil                | Brasil          | Todos os católicos orientais | Arcebispo de Belo Horizonte    | 14 de novembro de 1951                  |
| Ordinariato para os Católicos de Rito Armênio na Europa Oriental | Europa Oriental | Católicos de Rito Armênio    | Bispo armênio de um sé titular | 13 de julho de 1991                     |
| Ordinariato para os Católicos Orientais na França                | França          | Todos os católicos orientais | Arcebispo de Paris             | 16 de junho de 1954                     |
| Ordinariato para os Católicos de Rito Armênio na Grécia          | Grécia          | Católicos de Rito Armênio    | sede vacante                   | 21 de dezembro de 1925                  |
| Ordinariato para os Católicos Orientais na Polônia               | Polônia         | Todos os católicos orientais | Arcebispo de Varsóvia          | 16 de janeiro de 1991                   |
| Ordinariato para os Católicos de Rito Armênio na Romênia         | Romênia         | Católicos de Rito Armênio    | sede vacante                   | 5 de junho de 1930                      |